# Kozármisleny
Ne doit pas être confondu avec Mišljen (Ljubinje).
Kozármisleny (hongrois : Kozármisleny [ˈkozaːɾmiʃlɛɲ] ; allemand : Mischlen ; croate : Mišljen) est une localité hongroise, ayant le rang de ville dans le comitat de Baranya.

## Relations internationales

### Jumelages
La ville de Kozármisleny est jumelée avec :
- Ocna Mureș (Roumanie)
- Sezze (Italie)
- Kopačevo (Croatie)
- Orimattila (Finlande)

Sur les autres projets Wikimedia :
- Kozármisleny, sur Wikimedia Commons